# Okręty podwodne typu Oberon
Okręty podwodne typu Oberon – brytyjskie okręty podwodne z napędem diesel-elektrycznym. Ostatnie tego typu brytyjskie okręty podwodne: z chwilą ich wycofania zdecydowano, że dla Royal Navy będą budowane wyłącznie okręty o napędzie atomowym. Zbudowano serię 13 okrętów, które zaczęły wchodzić do służby w 1960 roku.

## Historia
W 1958 do służby w Royal Navy zaczęły wchodzić okręty podwodne udanej serii typu Porpoise. Postanowiono rozwinąć ten projekt o nowsze rozwiązania konstrukcyjne. Nowa wersja była powiększoną i zmodernizowaną wersją okrętów typu Porpoise. Przy czym okręty te były pierwszymi okrętami podwodnymi, w których m.in. w konstrukcji kiosku zastosowano tworzywa sztuczne oraz lekkie stopy aluminium. Okręty charakteryzowały się bardzo małą emisją szumów, dzięki czemu jeszcze w latach 80. XX wieku uznawano je za najcichsze okręty o klasycznym napędzie. 
Stępkę pod pierwszy okręt serii HMS "Oberon" położono 28 listopada 1957 w stoczni Chatham. Wodowanie pierwszego okrętu serii odbyło się 18 lipca 1959. Okręt wszedł jednak dopiero jako drugi do służby 24 lutego 1961. Ostatni 13 okręt serii HMS "Onyx" wszedł do służby w 1967. Uzbrojone były w torpedy typu Tigerfish, których zapas wynosił 20 sztuk.
W latach 80. okręty zostały poddane modernizacji, część przekazano lub odsprzedano marynarkom wojennym innych państw. W 1990 rozpoczął się proces wycofywania okrętów ze służby, który zakończył się w Royal Navy w 1993, natomiast we flotach Kanady i Australii w 2000. Okręty typu Oberon były ostatnimi okrętami podwodnymi o napędzie klasycznym zbudowane dla Royal Navy. Natomiast w pozostałych państwach użytkujących okręty tej klasy, wycofane jednostki zostały zastąpione przez okręty m.in. typu Collins (w australijskiej marynarce wojennej). 
W latach 70. zbudowano trzy analogiczne okręty dla Brazylii („Humaita” „Toneleros”, „Riachuelo”) i dwa dla Chile („Hyatt” i „O′Brien”).

## Zbudowane okręty
- HMS Oberon – wodowanie 18 lipca 1959, wejście do służby 24 lutego 1961, sprzedany w 1986
- HMS Odin – wodowanie 4 listopada 1960, wycofany ze służby 1990
- HMS Orpheus – wodowanie 17 listopada 1959, wycofanie ze służby 1996
- HMS Olympus – wodowanie 14 czerwca 1961, wycofanie ze służby 1986
- HMS Osiris – wodowanie 29 listopada 1962, sprzedany w 1989
- HMS Onslaught – wodowanie 24 września 1960, wycofany ze służby 1990
- HMS Otter – wodowanie 15 maja 1961, wycofanie ze służby 1991
- HMS Oracle – wodowanie 26 września 1961, wycofanie ze służby 1993
- HMS Ocelot – wodowanie 5 maja 1962, sprzedany w 1991 - okręt-muzeum w Chatham
- HMS Otus – wodowanie 17 października 1962, wycofany ze służby 1990 - okręt muzeum w Sassnitz
- HMS Opossum – wodowanie 23 maja 1963, wycofanie ze służby 1993
- HMS Opportune – wodowanie 14 lutego 1964, wycofanie ze służby 1993
- HMS Onyx – wodowanie 18 sierpnia 1966, wejście do służby 25 listopada 1967, wycofanie ze służby 1990